# Douâa

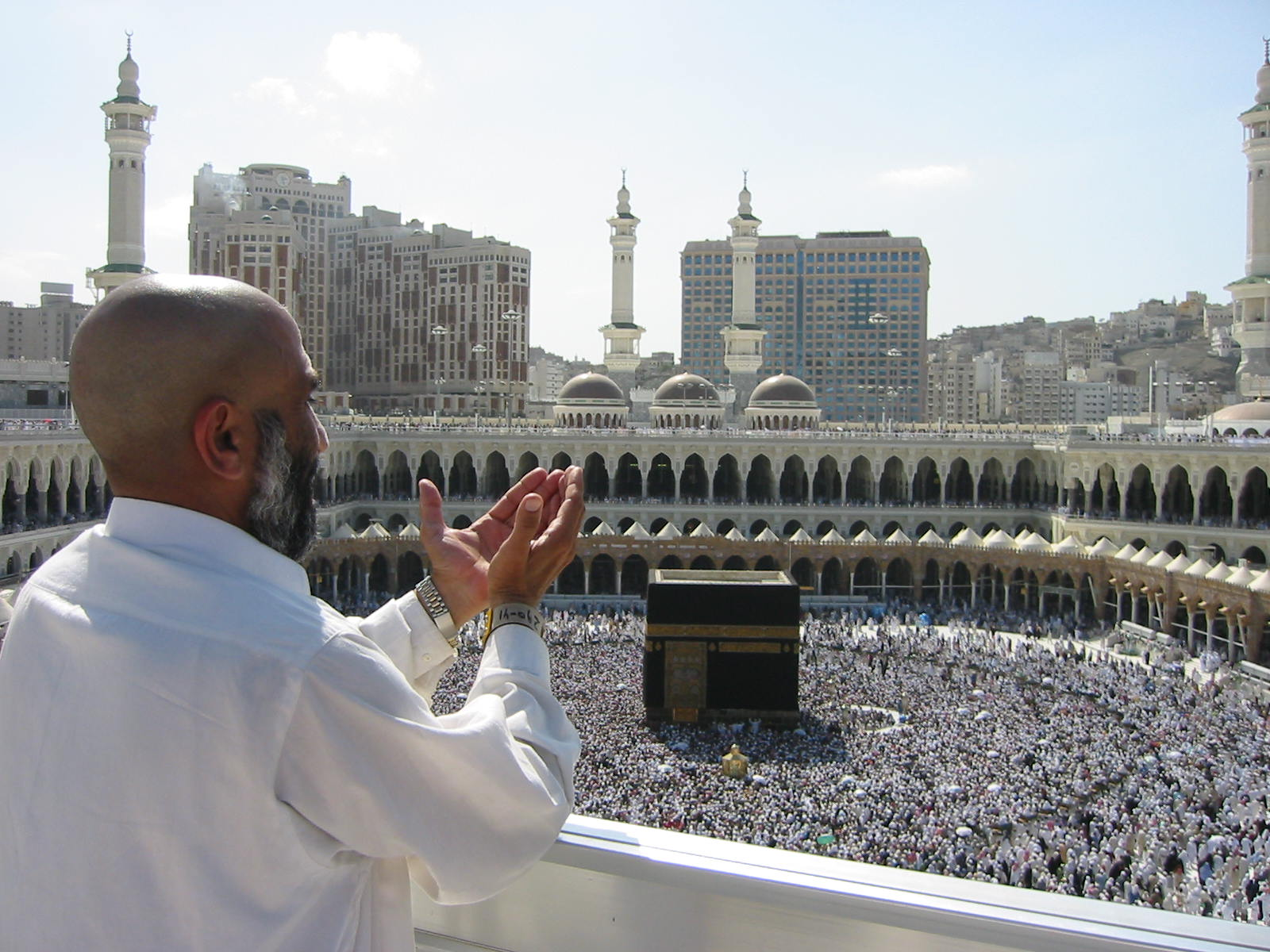
Douâa d'un pèlerin à La Mecque.

Le Douâa, parfois orthographié du'a ou du'â (arabe : اَلدُّعَاءُ  API : [duˈʕæːʔ], pluriel: ʾadʿiyah أدْعِيَة  [ʔædˈʕijæ]), est une invocation dans l'islam, une supplication par laquelle le musulman demande à Allah d'exaucer ses demandes.